# Wojciech Golla
Wojciech Golla est un footballeur international polonais, né le 12 janvier 1992 à Złotów. 
Il évolue au poste de défenseur central.

## Biographie

### En sélection
Wojciech est sélectionné dans toutes les équipes nationales de jeunes, des moins de 16 ans jusqu'aux espoirs.
Il joue son premier match en équipe de Pologne le 20 janvier 2014, en amical contre la Moldavie (victoire 0-1 à Abou Dabi).

## Statistiques
| Saison                | Club                  | Championnat           | Championnat | Championnat | Coupe nationale | Coupe nationale | Coupe de la Ligue | Coupe de la Ligue | Compétition(s) continentale(s) | Compétition(s) continentale(s) | Compétition(s) continentale(s) | Total | Total |
| Saison                | Club                  | Division              | M.          | B.          | M.              | B.              | M.                | B.                | Comp.                          | M.                             | B.                             | M.    | B.    |
| 2011-2012             | Pogoń Szczecin        | I liga                | 11          | 0           | 0               | 0               | -                 | -                 | -                              | -                              | -                              | 11    | 0     |
| 2012-2013             | Pogoń Szczecin        | Ekstraklasa           | 18          | 0           | 0               | 0               | -                 | -                 | -                              | -                              | -                              | 18    | 0     |
| 2013-2014             | Pogoń Szczecin        | Ekstraklasa           | 32          | 1           | 1               | 0               | -                 | -                 | -                              | -                              | -                              | 33    | 1     |
| 2014-2015             | Pogoń Szczecin        | Ekstraklasa           | 34          | 1           | 2               | 0               | -                 | -                 | -                              | -                              | -                              | 36    | 1     |
| Sous-total            | Sous-total            | Sous-total            | 95          | 2           | 3               | 0               | -                 | -                 | -                              | -                              | -                              | 98    | 2     |
| 2015-2016             | NEC Nimègue           | Eredivisie            | 29          | 0           | 3               | 0               | -                 | -                 | -                              | -                              | -                              | 32    | 0     |
| 2016-2017             | NEC Nimègue           | Eredivisie            | 24          | 0           | 1               | 0               | -                 | -                 | -                              | -                              | -                              | 25    | 0     |
| Sous-total            | Sous-total            | Sous-total            | 53          | 0           | 4               | 0               | -                 | -                 | -                              | -                              | -                              | 57    | 0     |
| Total sur la carrière | Total sur la carrière | Total sur la carrière | 148         | 2           | 7               | 0               | -                 | -                 | -                              | -                              | -                              | 155   | 2     |